# Sapromyza strigillifera
Sapromyza strigillifera är en tvåvingeart som beskrevs av Shatalkin 1993. Sapromyza strigillifera ingår i släktet Sapromyza och familjen lövflugor. Inga underarter finns listade i Catalogue of Life.